# 近永站
近永站（日语：／ Chikanaga eki */?）是一位於日本愛媛縣北宇和郡鬼北町佐永、隸屬於四國旅客鐵道（JR四國）的鐵路車站。車站編號為G40。是予土線前身的宇和島鐵道最初的東邊總站，亦是鬼北町的代表車站。
現時由宇和島站開出的班次，其中兩班為以近永站為總站的區間車。過往曾高達三分一的班次均是以本站起訖的區間車。

## 車站構造
站舍為木製單層建築，經過翻新後加裝了鐵板，修改屋頂及窗戶。設有候車室和站務室。現時為委托站，有非JR職員於出入口旁出售車票和定期劵。
本站為設島式月台，提供1線2面的月台配置，有效長度為3卡。月台並沒有加上編號，只在侯車亭上裝上指示乘車方向的指示牌。靠近站舍的月台為上行往江川崎方向，稍遠離站舍的月台為往宇和島方向。月台和站舍以平交道連接，位於往江川崎月台的末端，並裝有樓梯級。
另外，兩邊路軌方皆設有側線。往宇和島方向可見到側式月台，為以前的貨物月台；往江川崎方向的側線為避線，盡頭剛好在站舍旁邊。
所有由宇和島開出的區間車均會駛入下行月台。

### 月台配置
| 月台           | 路線    | 方向     | 目的地           |
| -------------- | ------- | -------- | ---------------- |
| 近站舍（上行） | ■予土線 | （上行） | 江川崎、窪川方向 |
| 遠站舍（下行） | ■予土線 | （下行） | 宇和島方向       |

## 歷史
- 1914年10月18日：宇和島鐵道開業，終站。
- 1923年12月12日：伸延至吉野站（即現時吉野生站），改為中途站。
- 1933年8月1日：宇和島鐵道國有化[3]。
- 1987年4月1日: 日本國鐵分割民營化，車站的營運由JR四國繼承。

## 使用狀況
撇除與其他路段重覆的車站（宇和島、北宇和島、窪川及若井），本站是予土線上使用人數最多的車站。根據國土交通省「國土數值情報」，以下為1日平均上下車人次：
| 年度 | 1日平均 乘車人次 | 1日平均 乘車人次 |
| ---- | ---------------- | ---------------- |
| 2011 | 266              |                  |
| 2012 | 310              |                  |
| 2013 | 376              |                  |
| 2014 | 388              |                  |
| 2015 | 412              |                  |
| 2016 | 386              |                  |
| 2017 | 400              |                  |
| 2018 | 334              |                  |
| 2019 | 342              |                  |
| 2020 | 288              |                  |
| 2021 | 312              |                  |
| 2022 | 310              |                  |

## 相鄰車站
只限普通列車停靠。臨時觀光列車四萬十小火車停靠站。
四國旅客鐵道（JR四國）
■予土線
出目（G39）－近永（G40）－深田（G41）

## 外部連結
- JR四國近永站 （页面存档备份，存于）